# اس‌اس ساترنس
اس‌اس ساترنس (به انگلیسی: SS Sauternes) یک کشتی بود.